# 小卡特拉布格河
小卡特拉布格河（烏克蘭語：Малий Катлабуг），是烏克蘭的河流，位於該國西南部，屬於大卡特拉布格河的左支流，發源自德米特里夫卡西南面，流經敖德薩州，河道全長43公里，流域面積235平方公里。